# 阿尔斯坦
阿尔斯坦（法語：Alsting，法語發音：[alstɛ̃]；洛林法兰克语：Alschtinge）是法国摩泽尔省的一个市镇，属于福尔巴克-布莱摩泽尔区。

## 地理
阿尔斯坦（49°10'45"N, 6°59'54"E）面积5.73 平方千米，位于法国大東部大區摩泽尔省，该省份为法国东北部内陆省份，是洛林的一部分，西南接默尔特-摩泽尔省，东临下莱茵省，北与卢森堡和德国接壤。
与阿尔斯坦接壤的市镇（或旧市镇、城区）包括：萨尔布吕肯、埃茨兰、格罗斯布利代斯特罗夫、凯尔巴克、利克桑莱鲁兰、斯皮什伦。

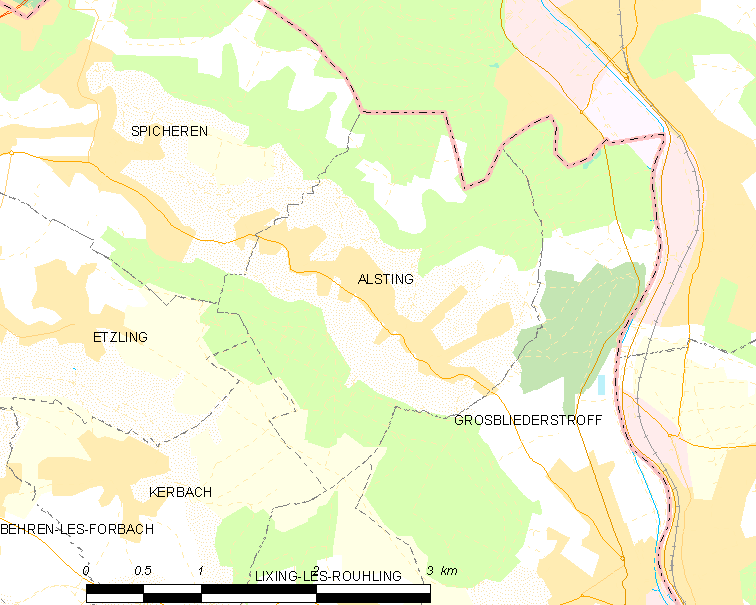
阿尔斯坦的OSM定位图

阿尔斯坦的时区为UTC+01:00、UTC+02:00（夏令时）。

## 行政
阿尔斯坦的邮政编码为57515，INSEE市镇编码为57013。

## 政治
阿尔斯坦所属的省级选区为斯蒂兰旺代勒县。

## 人口

1962-2008年间阿尔斯坦人口变化图示

阿尔斯坦于2022年1月1日时的人口数量为2493人。